# Eulenburg (Rinteln)

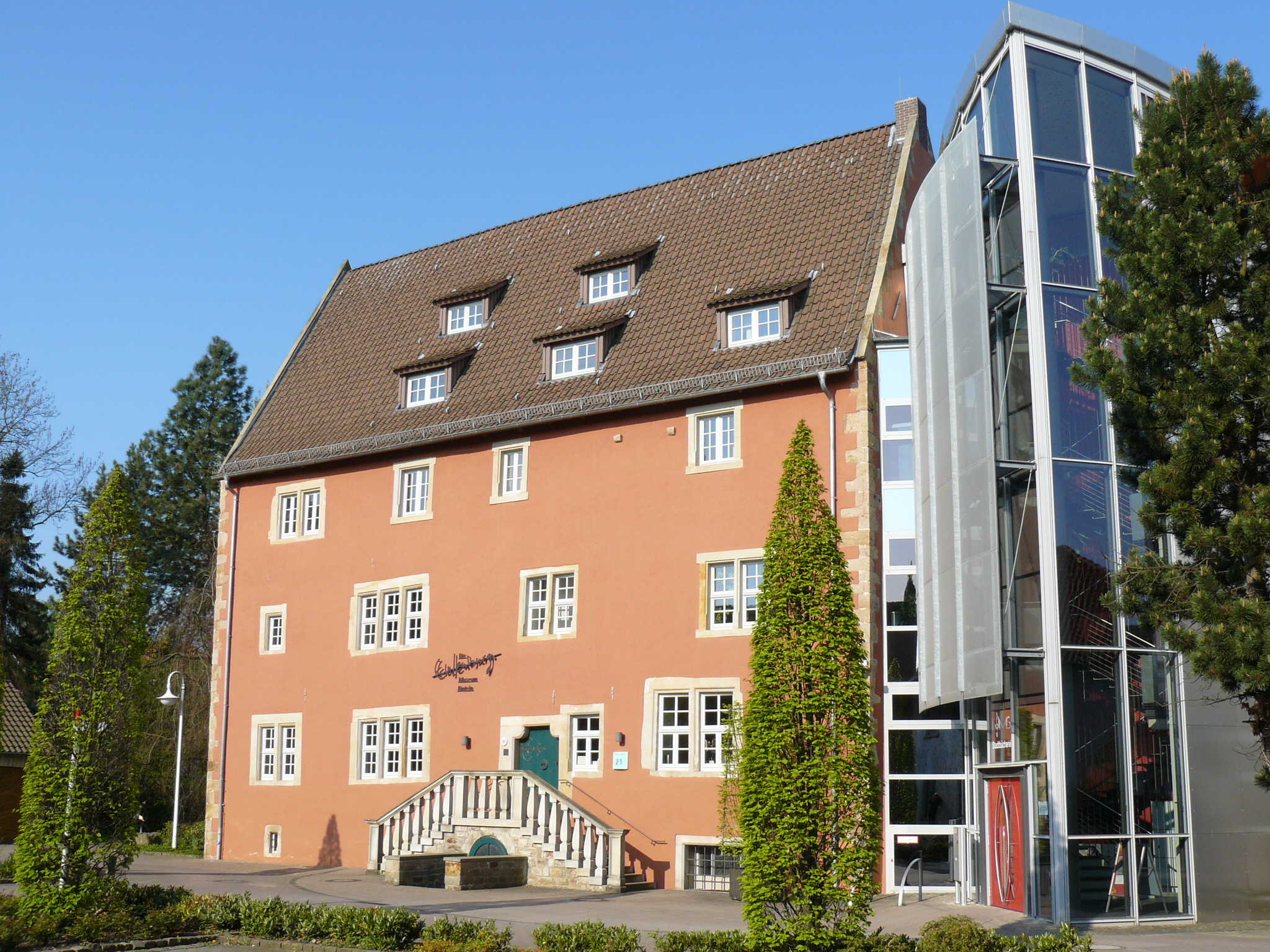
Die Eulenburg, heute Sitz des Museums Rinteln

Die Eulenburg im niedersächsischen Rinteln ist ein historisches Gebäude, dessen Ursprung in einem mittelalterlichen Wohnturm aus der Zeit der Stadtgründung im 13. Jahrhundert vermutet wird. Mit seinem hochaufragenden Baukörper aus massivem Steinmauerwerk zählt es zu den stadtgeschichtlich bedeutsamsten Bauwerken im Ort. Das heutige Aussehen erhielt die Eulenburg 1591 durch einen Neuaufbau. Nach vielfältigen Nutzungen, wie Burgmannssitz, klösterlicher Stadthof des Stifts Möllenbeck sowie hessisch-schaumburgischer Regierungs- sowie Verwaltungssitz, beherbergt es heute das Museum Rinteln.

## Name
Die Herkunft des Begriffs Eulenburg ist nicht geklärt. Wahrscheinlich handelt es sich um eine Ableitung von Eolenborg für alte Burg. Diese Annahme führte zu Spekulationen, ob der Bau mit einer urkundlich im 14. Jahrhundert erwähnten Burg in Rinteln identisch ist. Deren früherer Standort wird aber im Bereich des Münchhausen- und des Parkhofs vermutet, da der dortige Grund noch im 16. Jahrhundert den Schaumburger Grafen gehörte. Eine weitere Erklärung der Bezeichnung ist eine Verballhornung durch Studenten der Universität Rinteln, um den Sitz der fürstlichen Regierungskanzlei lächerlich zu machen.

## Lage und Baubeschreibung
Das Gebäude der Eulenburg befindet sich innerhalb der im Mittelalter entstandenen Stadtbefestigung Rinteln. Sie liegt an deren südwestlicher Ecke dicht an der früheren Stadtmauer. Zwischen 1665 und 1712 wurde die außen vor der Mauer fließende Mühlenexter nach innen verlegt, die seither auf dem Grundstück der Eulenburg verläuft. Wegen der Feuchtigkeit kann der Gebäudekeller bis heute kaum genutzt werden.
Der erste Bau der Eulenburg wird in einer Urkunde von 1483 als „Steenwerk“ bezeichnet. Diese Bezeichnung steht für Gebäude aus massivem Steinmauerwerk gegenüber der in Rinteln zu dieser Zeit üblichen Fachwerkbauweise. Das 1591 wahrscheinlich neu aufgebaute Gebäude stellt sich als hochaufragender, wuchtiger Bau mit steilem Satteldach dar. Markant ist der gotisch erscheinende Giebel, der früher mit schweren Steinplatten gedeckt war. Das dreigeschossige Bauwerk weist mit zwei- und dreiteiligen Fenstern auf, die zum Teil klein und schief geraten sind. Die schlichte Fassade blieb frei von der weit verbreiteten Ornamentik der Weserrenaissance. Die Schlichtheit der äußeren Baugestaltung unter Verzicht auf Prunk wird der protestantischen Bescheidenheit der klösterlichen Bauherren zugeschrieben. Dagegen erhielten die Innenräume eine üppige Ausmalung im Stil der Weserrenaissance, von der ein kleiner Rest wieder freigelegt werden konnte.

## Baugeschichte

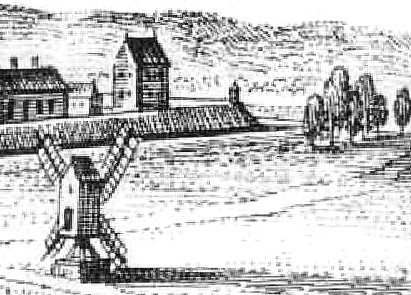
Die Eulenburg innerhalb der Rintelner Stadtbefestigung auf einem Merian-Stich um 1650

Die Eulenburg ist vermutlich in der Gründungszeit von Rinteln im 13. Jahrhundert entstanden. Ihre massiven Gebäudefundamente bestehen aus zwei aneinander gesetzten Quadraten, was auf eine Entstehung als mittelalterlicher Wohnturm schließen lässt. Das heutige Aussehen erhielt die Eulenburg in der Zeit, in der das Stift Möllenbeck das Gebäude als Stadthof nutzte. 1591 kam es zu einer umfangreichen Gebäudeerneuerung unter Nutzung der alten Grundmauern. Die Ursache dafür könnte ein Brand gewesen sein, worauf eine großflächige Bodenschicht aus Brandschutt an der Nordseite des Gebäudes hinweist. Für einen weitgehenden Neubau sprechen jüngere Untersuchungen eines Bauhistorikers, denen zufolge die tragenden Bauhölzer im Jahre 1591 eingeschlagen worden sind. Die Bauerneuerung geht auf Jodokus Stuken als Prior des Stifts Möllenbeck zurück. Davon zeugt eine Gebäudeinschrift in lateinischer Sprache. Beim Einzug der hessisch-schaumburgischen Regierung in die Eulenburg 1651 befand sich das Gebäude in einem schlechten Zustand. Es gab wegen des feuchten Untergrunds Setzungsrisse, was 1662 zu größeren Umbauten führte. Dabei wurden zur Stabilisierung Eichenbalken eingesetzt und es kam zur Aufteilung der Räume in kleine Kammern. In den folgenden Jahrhunderten kam es durch die unterschiedlichen Gebäudenutzungen zu Um- und Anbauten, wie 1904 mit  einem Treppenhausanbau an der rückwärtigen Seite. Für die zeitgemäße Neugestaltung der Museumsausstellung erfolgte 1998 eine Gebäudesanierung.

## Geschichte

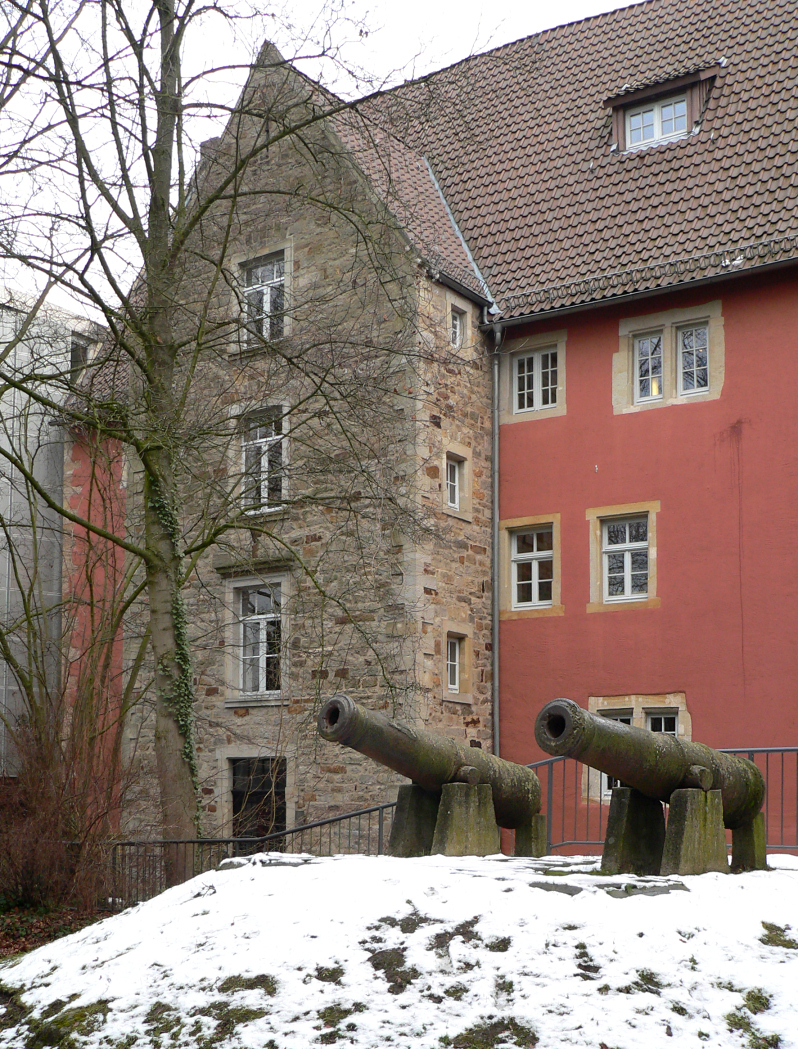
Rückseite der Eulenburg mit dem Treppenhausanbau von 1904 und Kanonen der Festung Rinteln

Der Entstehungszeitpunkt der Eulenburg ist nicht bekannt. Laut der urkundlichen Überlieferung gehörte sie in der Zeit des Spätmittelalter der Adelsfamilie von Rottorp, die dem Stift Möllenbeck eng verbunden war, da ihre unverheirateten Töchter dort als Kanonissen lebten. Die von Rottorp brachten noch vor dem Erlöschen ihres Geschlechts die Eulenburg als Schenkung in das Stift ein, was einer Urkunde zufolge spätestens 1483 der Fall war.
Ende des 16. Jahrhunderts endete die Blüte des Stiftes und die Stadt Rinteln erwarb 1612 die Eulenburg für 1.100 Taler. Nach der Teilung der Grafschaft Schaumburg kam Rinteln 1647 an die Landgrafen von Hessen-Kassel, die 1651 den Ort zum Regierungssitz einer weit entfernten Exklave machten. Die Regierungskanzlei und das Obergericht nahmen als die höchsten schaumburgischen Institutionen ihren Sitz in der Eulenburg. Rund 200 Jahre lang diente die Eulenburg als Verwaltungs- und Regierungssitz bis Rinteln in der Mitte des 19. Jahrhunderts seine Bedeutung verlor. Nachdem die Behörden 1866 ausgezogen und der in Homberg (Efze) lebende Komponist Wilhelm Volckmar die Eulenburg 1870 kaufte, aber nie bezog, drohte der Bau zu verfallen. Etwa ab der Jahrhundertwende diente er bis 1932 als Schülerwohnheim. Danach zog eine Landwirtschaftsschule ein und zwischen 1938 und 1942 hatte das Museum Rinteln seinen Sitz in der Eulenburg. Zu Beginn des Zweiten Weltkriegs wurde die Eulenburg vom benachbarten Krankenhaus und nach Kriegsende zur Unterbringung von Heimatvertriebenen genutzt. Seit 1967 beherbergt die Eulenburg wieder das Rintelner Museum.